# Битва при Шолінгурі
Битва при Шолінгурі відбулася 27 вересня 1781 року між силами князівства Майсур та підрозділами Британської Ост-Індійської компанії, є складовою частиною другої англо-майсурської війни. Битва відбулася біля міста Шолінгур, за 80 км на захід від Мадрасу. Британські частини під командуванням Ейре Кута мали набагато більшу чисельність та примусили майсурців відступити.

## Принагідно
- Battle of Sholinghur